# 汪霦
汪霦，字朝采，浙江平湖縣（今屬嘉興市）人，寓居錢塘縣（今屬杭州市）人。清朝政治人物。

## 生平
康熙十五年（1676年）丙辰科進士，授官行人司行人。康熙十八年（1679年），召试博学宏词，中式第一等第四名，授翰林院編修，官至戶部侍郎。

## 著作
工詩，有《西泠唱和集》。《晚晴簃詩彙》收其詩作。
- 《喜王露湑至自三峰》

经时三径为谁开，乾鹊声中屐齿来。
久客奚囊多旧句，贫家尊酒只新醅。
不妨小住为佳尔，相顾狂歌亦壮哉。
晚节最谙泉石味，云林深处好追陪。
曾向南天把酒卮，飞扬意气更谁知。
千秋燕市悲歌侣，一卷松陵唱和诗。
海荔乍残人散后，江枫初老雁来时。
钓龙台上还山约，及此幽寻也未迟。

## 外部連結
- 汪霦 （页面存档备份，存于） 嘉興名人